# Shmuel N. Eisenstadt

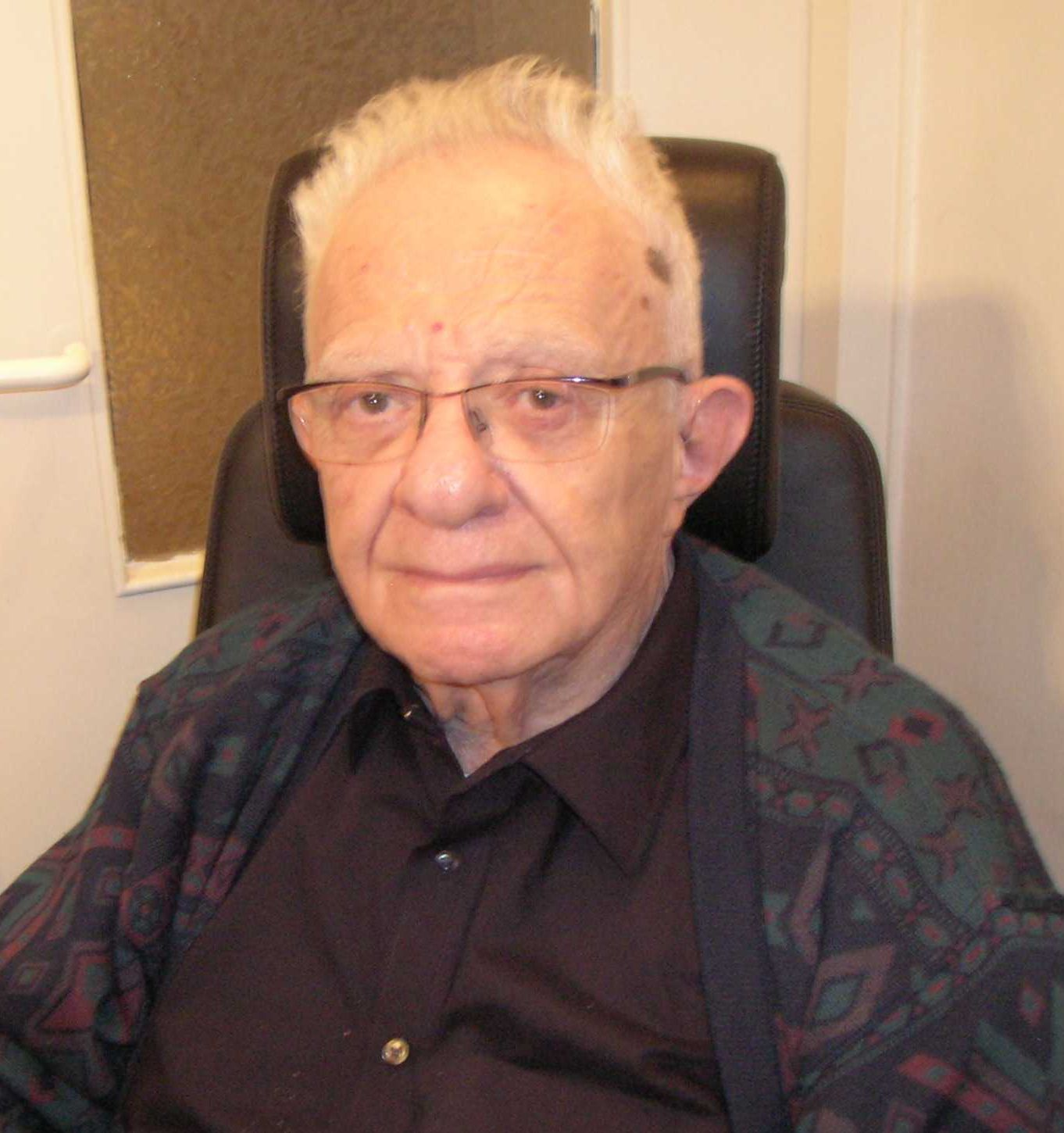
Shmuel N. Eisenstadt (März 2008)

Shmuel Noah Eisenstadt (hebräisch שמואל נח אייזנשטדט) (geboren 10. September 1923 in Warschau; gestorben 2. September 2010 in Jerusalem) war ein israelischer Soziologe. Er war Professor an der Hebräischen Universität Jerusalem. Eisenstadt forschte maßgeblich zur Kultursoziologie der Achsenzeit und prägte die These der „multiplen Modernen“ (multiple modernities).

## Biografie
Eisenstadt emigrierte im Alter von 12 Jahren nach Palästina. Er studierte ab 1940 an der Hebräischen Universität Jerusalem, wo er 1946 mit einem Master of Arts abschloss und im Jahr darauf zum Ph.D. promovierte.
Eisenstadt gehörte der Kommission an, die die Lage der Mizrachim in Israel untersuchen sollte, nachdem es als Reaktion auf schwere Polizeigewalt in Wadi Salib (Haifa) am 8. Juli 1959 gegen den alkoholisierten aber sonst ungefährlichen marokkanischstämmigen Juden Jacob Elkrief am 9. Juli 1959 zu Ausschreitungen seitens von Mizrachim gegen aschkenasische Einrichtungen gekommen war. Eisenstadt urteilte, die Beschwerden der traditionell eingestellten Juden aus muslimischen Ländern bestünden wegen ihrer Schwierigkeiten, die Modernisierung anzunehmen, die ihnen die entwickelte „israelische Gesellschaft“ in Aussicht gestellt habe. Der Modernisierungsprozess sei deshalb von Frustration und Misserfolgen begleitet. Es sei nötig, ihnen Unterstützung zur Annahme dieser Modernisierung zu garantieren. Der Historiker Michel Abitbol, ein Spezialist für das marokkanische Judentum, sieht diese Sicht auf die Mizrachim kritisch, und meint, Eisenstadt habe eine vollständige Assimilation als Sine qua non der „Versöhnung“ aufgefasst.
Ab 1944 lehrte er selbst an seiner Alma Mater, von 1950 bis 1969 war er Vorsitzender der Abteilung für Soziologie. Eisenstadt wurde 1959 auf den Lehrstuhl für Soziologie an der Hebräischen Universität berufen. Von 1969 bis 1971 war er Präsident der Israelischen Soziologischen Gesellschaft. Ab 1974 forschte er zudem am interdisziplinären Van Leer Jerusalem Institute. Er hatte zahlreiche Gastprofessuren inne, unter anderem an der University of Chicago, der Harvard University, der Universität Zürich, der Universität Wien, der Universität Bern, der Stanford University und der Universität Heidelberg. Von 1995 bis 1999 war Eisenstadt Vorsitzender des wissenschaftlichen Beirats des Yad Ben-Zvi (dem Historiker und Staatspräsidenten Israels Jizchak Ben Zwi gewidmetes Institut).
Ihm wurden zahlreiche Preise zuerkannt, darunter der Balzan-Preis, der Max-Planck-Forschungspreis (gemeinsam mit Wolfgang Schluchter) sowie 2006 der Holberg-Preis. Er war Mitglied der American Academy of Arts and Sciences, der American Philosophical Society, der Israelischen Akademie der Wissenschaften, der National Academy of Sciences der Vereinigten Staaten sowie der British Academy.

## Werk
Eisenstadt gilt als Klassiker der Soziologie (siehe die Liste bedeutender Soziologen). Zunächst wurde er als Jugendsoziologe bekannt (From Generation to Generation) und nahm damit Einfluss auf die Forschung zu Generationen. Dabei zeigte er auch gedankliche Nähe zu Talcott Parsons.
Insbesondere seine These von den Multiple Modernities, also den mehrfachen Modernen statt der einen, auf Konvergenz ausgerichteten Moderne, ist breit rezipiert. Diese These entwickelte er aus seinen umfangreichen zivilisationsvergleichenden Studien zur Achsenzeit. Die Frankfurter Rundschau schrieb dazu im Jahr 2000, er habe damit „maßgeblich dazu beigetragen, das Verständnis der Moderne aus jener eurozentrischen Deutung heraus zu lösen, die das im Westen entwickelte kulturelle Programm als natürliches Entwicklungsmodell aller Gesellschaften sah. […] Das europäische Modell ist nur eines: das zeitlich früheste. Es vermittelt den Impuls. Aber die gesellschaftlichen Reaktionen – sei es in den USA, Kanada, Japan oder im südostasiatischen Raum – erfolgten mit ganz unterschiedlichen kulturellen Reagenzien.“

## Wichtige Veröffentlichungen
- The Political System of Empires. 1963.
- Modernization, Protest, and Change. 1966.
- Tradition, Wandel und Modernität. 1979.
- Revolution and the Transformation of Societies. 1978.
- European Civilization in a Comparative Perspective. 1987.
- Die Transformation der israelischen Gesellschaft. Suhrkamp Verlag, Frankfurt am Main 1987.
- Japanese Civilization - A Comparative View. 1996.
- als Hrsg.: Kulturen der Achsenzeit.
  - Band I: Ihre Ursprünge und ihre Vielfalt. Übers. v. R. Achlama und G. Schalit. Frankfurt am Main 1987, ISBN 3-518-28253-0. (Originaltitel: The Axial Age Breakthroughs - Their characterictics and Origins. In: The Origins and Diversity of Axial Age Civilizations. New York, 1986)
    - Teil 1: Griechenland, Israel, Mesopotamien.
    - Teil 2: Spätantike, Indien, China, Islam.

  - Band II: Ihre institutionelle und kulturelle Dynamik. Übers. v. R. Achlama. Frankfurt am Main 1992, ISBN 3-518-28530-0.
    - Teil 1. China, Japan.
    - Teil 2. Indien.
    - Teil 3. Buddhismus, Islam, Altägypten, westliche Kultur.
- Die Antinomien der Moderne. Die jakobinischen Grundzüge der Moderne und des Fundamentalismus. Heterodoxien, Utopismus und Jakobinismus in der Konstitution fundamentalistischer Bewegungen. Suhrkamp, Frankfurt am Main 1998, ISBN 3-518-28788-5.
- Paradoxien der Demokratie – Die politische Theorie auf der Suche nach dem Politischen. Humanities Online, 2005, ISBN 3-934157-41-6.
- Die Vielfalt der Moderne.
- Theorie und Moderne. Soziologische Essays. VS Verlag für Sozialwissenschaften 2006, ISBN 3-531-14565-7 (zweite Auflage, herausgegeben und eingeleitet von Gerhard PreyerSpringer VS, Wiesbaden 2023).
- Die großen Revolutionen und die Kulturen der Moderne. VS Verlag für Sozialwissenschaften 2006, ISBN 3-531-14993-8.
- Multiple Modernities. Der Streit um die Gegenwart. 2007.